# Šentpeter na Vašinjah
Šentpeter na Vašinjah (nemško St. Peter am Wallersberg) je naselje v Občini Velikovec v Okraju Velikovec na Koroškem v Avstriji.